# Bãi tuốc bin gió Horns Rev
Bãi tuốc bin gió Horns Rev là khu vực đặt các tuốc bin chuyển hóa năng lượng gió thành điện năng của Đan Mạch ở ngoài khơi Bắc Hải. Đây là một trong các bãi tuốc bin gió ngoài khơi lớn nhất thế giới được đặt ở Horns Rev (Vỉa ngầm Horn), bên ngoài Blåvands Huk, cách bờ biển phía tây của bán đảo Jutland khoảng gần 20 km.
Bãi này rộng 20 km², gồm 80 tuốc bin gió, công suất mỗi tuốc bin là 2 MW, do hãng Elsam thiết lập năm 2002 (tuốc bin cuối cùng được đưa vào hoạt động ngày 11.12.2002). Hàng năm bãi này sản xuất một lượng điện năng khoảng 600 triệu kWh.
Tổng kinh phí là 270 triệu euro.
Giai đoạn 2 của bãi tuốc bin gió này gồm 95 tuốc bin, công suất 2,3 MW/cái và 3 tuốc bin thử nghiệm, công suất mỗi cái 5 MW, sẽ hoàn tất trước cuối năm 2009.
Từ năm 2007, bãi này do công ty Vattenfall sở hữu 60%, công ty DONG Energy 40%.
Theo báo cáo năm 2006, các bãi tuốc bin gió ngoài khơi Horns Rev và bãi Nysted sẽ được tăng gấp đôi trong các năm tới.